# Ukanomitama
Ukanomitama (jap. ウカノミタマ, Kojiki: 宇迦之御魂神, ~ no kami, Nihonshoki: 倉稲魂命, ~ no mikoto) ist ein Nahrungsmittel-Kami in der Mythologie des Shintō.
Ihr Name uka bedeutet „Getreide“ bzw. „Nahrungsmittel“ und mitama bedeutet „Geist; Seele“ im alten Japanisch. Das Kojiki beschreibt Ukanomitama als Abkömmling von Susanoo, das Nihonshoki von Izanagi und Izanami, während Kommentare zum Engishiki Ukanomitama mit dem weiblichen Kami Toyoukehime identifizieren. Später erfolgte eine Gleichsetzung mit dem Kami des Reises Inari, so dass viele Inari-Schreine Ukanomitama geweiht sind. insbesondere der Fushimi-Inari-Schrein im Stadtbezirk Fushimi der Stadt Kyōto als Hauptschrein unter dem Namen Uka-no-mitama-no-ōkami (宇迦之御魂大神).